# Mali Obrež
Mali Obrež je naselje u Općini Brežice u istočnoj Sloveniji. Mali Obrež se nalazi u pokrajini Dolenjskoj i statističkoj regiji Donjoposavskoj. 

## Stanovništvo
Prema popisu stanovništva iz 2002. godine Mali Obrež je imao 127 stanovnika.

### Etnički sastav
1991. godina:
- Slovenci: 148 (96,7%)
- Hrvati: 5 (3,3%)

## Vanjske poveznice
- Satelitska snimka naselja  Arhivirana inačica izvorne stranice od 29. srpnja 2017. (Wayback Machine)